# Laughing Boy (film)

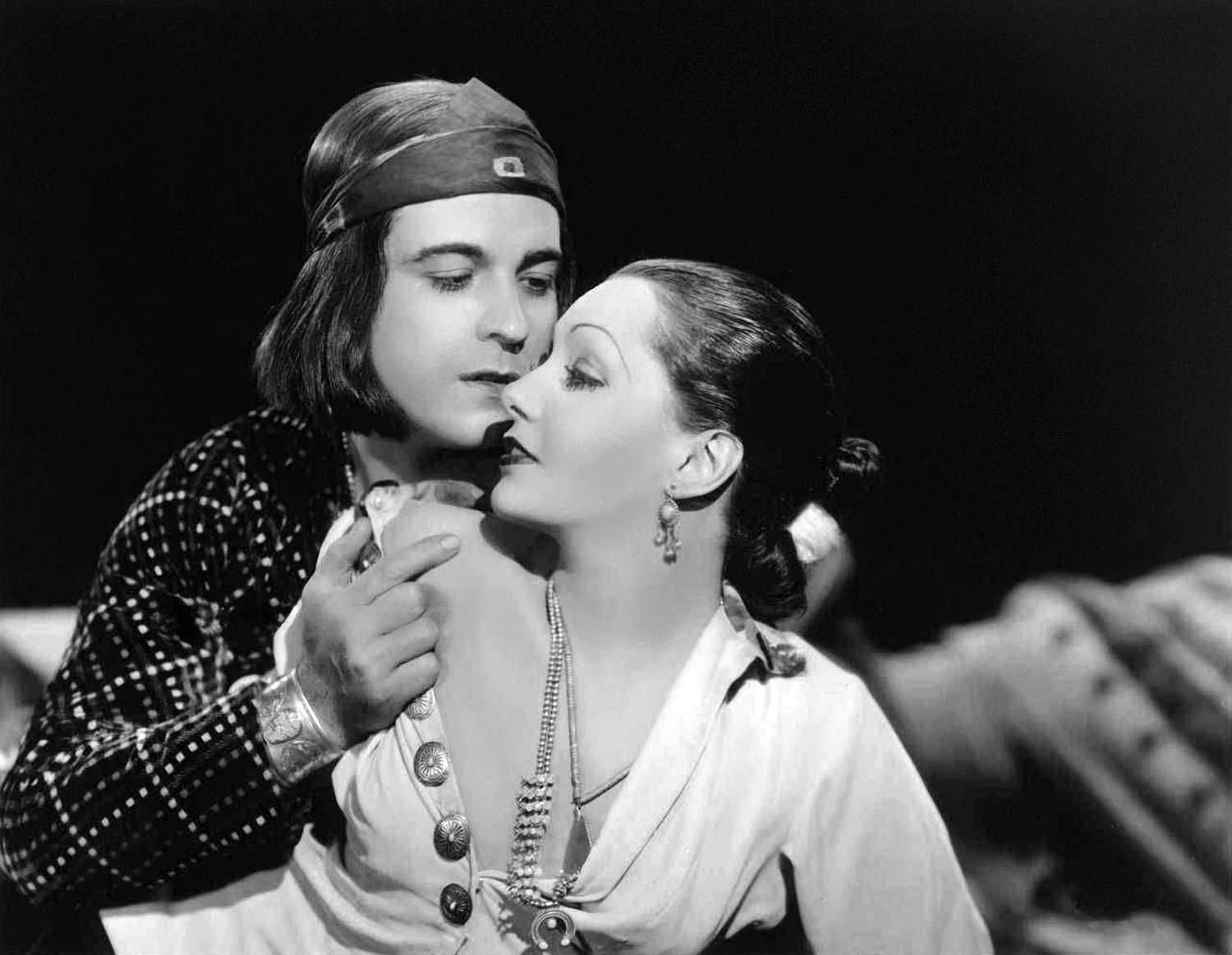
Ramon Novarro et Lupe Velez dans la bande annonce du film

Laughing Boy est un film américain réalisé par W. S. Van Dyke et sorti en 1934.

## Synopsis
Slim Girl est une jeune fille indienne élevée par des Blancs, qui l'appellent Lily. De nombreux membres de la tribu Navajo évitent Slim Girl, pensant qu'elle mène une vie inappropriée, peut-être même en tant que prostituée.
Laughing Boy, un orfèvre, est séduit par elle. Après avoir perdu une course de chevaux, il défie son rival Red Man dans un match de lutte et gagne. Cela impressionne Slim Girl, qui exprime son désir pour lui. Elle revient cependant sur sa précédente relation intime avec George Hartshorne, un riche éleveur.
Un jour, Slim Girl cherche Laughing Boy, qui devient son amant et le persuade de l'épouser. Mais quand elle se rend en ville pour vendre ses produits en argent, Laughing Boy la suit et la trouve dans les bras de Hartshorne. Il tire une flèche sur Hartshorne mais finit par tuer Slim Girl à la place.

## Fiche technique
- Réalisation : W. S. Van Dyke (non crédité)
- Scénario : d'après le roman Laughing Boy d'Oliver La Farge, Prix Pulitzer du roman en 1930.
- Production :  Hunt Stromberg, W. S. Van Dyke
- Distributeur : Metro-Goldwyn-Mayer
- Lieu de tournage : Cameron, Arizona
- Photographie : Lester White
- Musique : Herbert Stothart
- Montage : Blanche Sewell
- Durée : 79 minutes
- Date de sortie :
  - États-Unis : 13 avril 1934

## Distribution
- Ramón Novarro : Laughing Boy
- Lupe Vélez
- William B. Davidson : George Hartshorne
- Luther Standing Bear

## Réception
Le film a été un échec au box-office pour la MGM,.